# 2002年スロバキア国民議会選挙
2002年スロバキア国民議会選挙は、スロバキア共和国の立法府であるスロバキア共和国国民議会（Národná rada Slovenskej republiky）を構成する議員を全面改選するため2002年9月20日から9月21日の2日間にわたって投票が行われたスロバキア共和国の選挙である。

## 選挙概要
- 議員定数：150名
- 選挙権：18歳以上
- 被選挙権：21歳以上
- 選挙制度：比例代表制
  - 政党名簿内の候補者にはあらかじめ順位が割り振られている（拘束名簿式）が、投票者は名簿内の候補者のうち4名までを選んで順位をつけることができる。これが一定数を超えた場合、その候補者は名簿の上位に繰り上がる（優先投票制度）。
  - 議席配分方法は最大剰余方式（ドループ式）
  - 議席獲得のための阻止条項あり
    - 1政党では5％
    - 複数の政党が連立して名簿を組む場合も、各政党それぞれが5％以上獲得する必要がある（つまり、2政党での連合なら10％、3政党なら15％と、政党連合にとってかなり高いハードルを設けている）。

## 選挙結果
投票日：2002年9月20日・21日
| 登録有権者数 | 4,157,802 |
| 投票者数     | 2,909,998 |
| 投票率（％） | 69.99     |
| 有効投票数   | 2,875,081 |

| 党派                                | 得票数    | 得票率 | 議席数 | 議席率 |
| ----------------------------------- | --------- | ------ | ------ | ------ |
| 民主スロバキア運動 HZDS             | 560,691   | 19.50  | 36     | 24.0   |
| スロバキア民主・キリスト教連合 SDKÚ | 433,953   | 15.09  | 28     | 18.7   |
| スメル SMER                         | 387,100   | 13.46  | 25     | 16.7   |
| ハンガリー人連立党 SMK-MKP          | 321,069   | 11.17  | 20     | 13.3   |
| キリスト教民主運動 KDH              | 237,202   | 8.25   | 15     | 10.0   |
| 新市民同盟 ANO                      | 230,309   | 8.01   | 15     | 10.0   |
| スロバキア共産党 KSS                | 181,872   | 6.33   | 11     | 7.3    |
| 真性スロバキア国民党 P SNS          | 105,084   | 3.65   | 0      | 0.0    |
| スロバキア国民党 SNS                | 95,633    | 3.33   | 0      | 0.0    |
| 民主運動 HZD                        | 94,324    | 3.28   | 0      | 0.0    |
| 社会民主オルタナティブ SDA          | 51,649    | 1.80   | 0      | 0.0    |
| 民主左翼党 SDL                      | 39,163    | 1.36   | 0      | 0.0    |
| その他の政党                        | 137,032   | 4.77   | 0      | 0.0    |
| 合計                                | 2,875,081 | 100.00 | 150    | 100.0  |

注：有効票数のうち1％以上を得た政党については独自の党名で、1％未満の政党については「その他の政党」として掲載する。